# 田子山富士塚

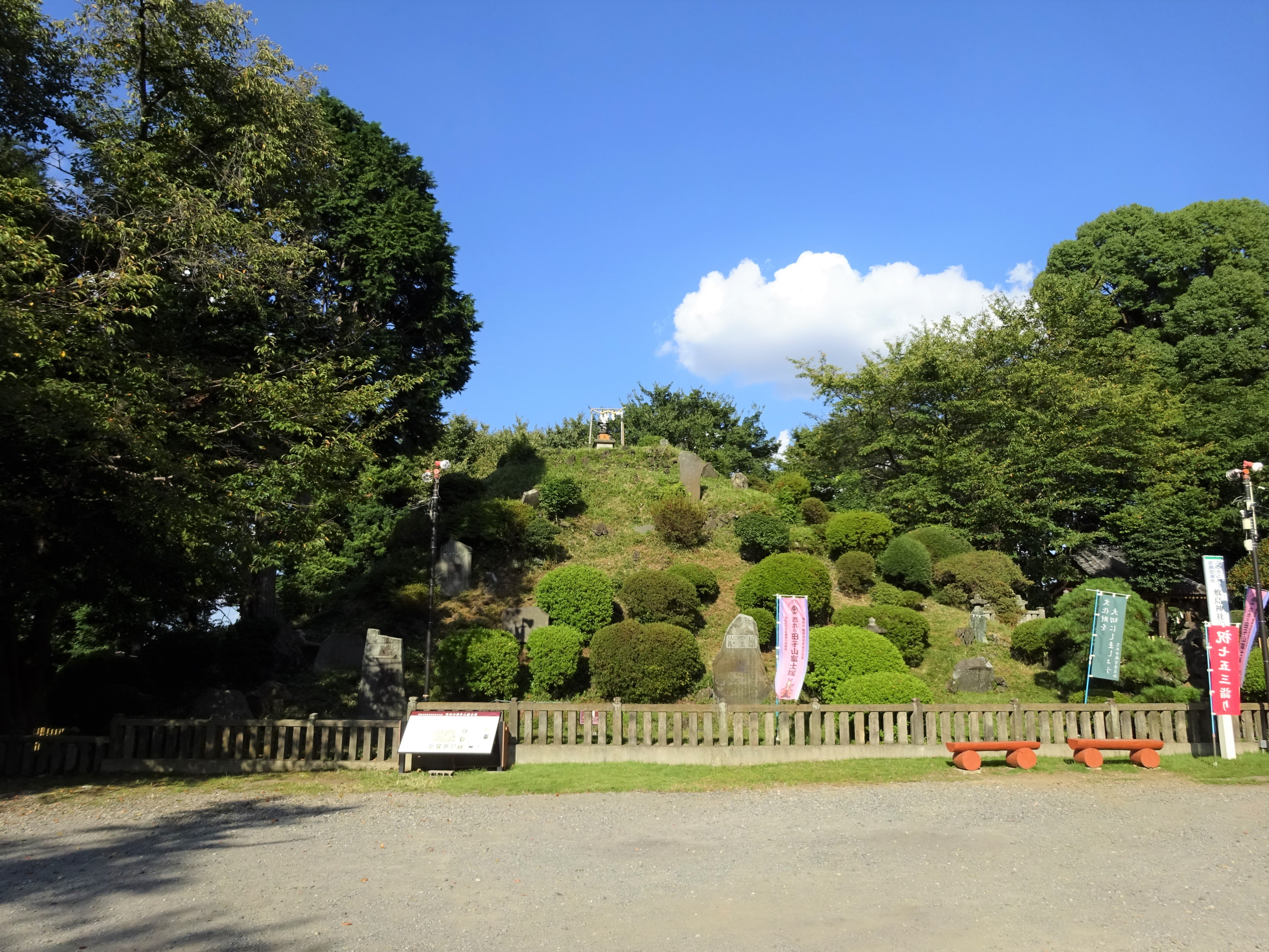
田子山富士塚

田子山富士塚（たごやまふじづか）は、埼玉県志木市本町に所在する富士塚。敷島神社境内にある。国の重要有形民俗文化財指定されている。

## 歴史
1869年（明治2年）10月かけて土を盛り、1872年（明治5年）6月に築造された。富士塚の頂上には奥宮が設けられている。また、中腹には親子猿の石像がある。富士塚は2015年から2017年にかけて改修が行われた。
2006年（平成18年）に埼玉県指定有形民俗文化財となり、
2020年（令和2年）3月には良好な状態で保存されるいる点や神事が継続されている点が評価され、国重要有形民俗文化財指定された。富士塚の国の文化財指定は全国で5件目、埼玉県では初となる。

## 記念切手
田子山富士塚国指定記念事業実行委員会は記念切手（84円切手）5種類を作製した。また、オリジナルノート「志木の田子山富士塚学習帳」が作製され市内の小中学校の生徒に配布されることになった。